# Oligodon meyerinkii
Oligodon meyerinkii är en ormart som beskrevs av Steindachner 1891. Oligodon meyerinkii ingår i släktet Oligodon och familjen snokar. Inga underarter finns listade i Catalogue of Life.
Denna orm förekommer i Filippinerna på några av Suluöarna. Förekomsten på nordöstra Borneo är omstridd. Några exemplar hittades i skogar och de grävde i lövskiktet. Honor lägger antagligen ägg.
Nästan alla skogar på Suluöarna försvann. IUCN kategoriserar arten globalt som starkt hotad.